# Carl Moll
Pour les articles homonymes, voir Moll.
Carl Moll né à Vienne le 23 avril 1861 et mort dans la même ville le 13 avril 1945 est un peintre et directeur de galerie autrichien.

## Biographie
Carl Moll étudie à l'Académie des beaux-arts de Vienne. En 1897, il est un des cofondateurs de la Sécession viennoise, courant autrichien de l'Art nouveau, avec Gustav Klimt.
Disciple du peintre Emil Jakob Schindler, à qui il consacra une monographie, il joue un rôle important dans la promotion de la Sécession viennoise. Selon l'architecte Otto Wagner, il est « un peintre doué d'un solide sens des affaires ».
Il est l'amant, puis le mari d'Anna Sofie Schindler, la mère d'Alma Mahler.
Favorable au Troisième Reich, il se suicide à l'arrivée de l'Armée rouge en avril 1945 après avoir tué toute sa famille.

## Œuvres
- 1894]: Le Naschmarkt à Vienne, huile sur toile, 86 × 119 cm[5].
- 1900 : Crépuscule, Vienne, palais du Belvédère.
- 1905 : Landscape of the Prater[réf. nécessaire].
- Salome[réf. nécessaire].
- Winter auf der Hohen Warten, affiche.
- Semmering[réf. nécessaire].
- Schloss Plankenberg[réf. nécessaire].
- Park[réf. nécessaire].
- Kastanien in sommerlicher Parklandschaft mit Person[réf. nécessaire].
- Stilleben[réf. nécessaire].
- Atelieransicht[réf. nécessaire].
- Belvedere[réf. nécessaire].
- Stilleben mit Geflügel, Messingschüssel und Kupferkessel[réf. nécessaire].
- Beethoven Häuser[réf. nécessaire].
- Therese - Krones Haus[réf. nécessaire].
- Strasse auf den Kreuzberg am Semmering[réf. nécessaire].
- Selbstporträt[réf. nécessaire].
- Durchblick in Venedig[réf. nécessaire].

Œuvres de Carl Moll
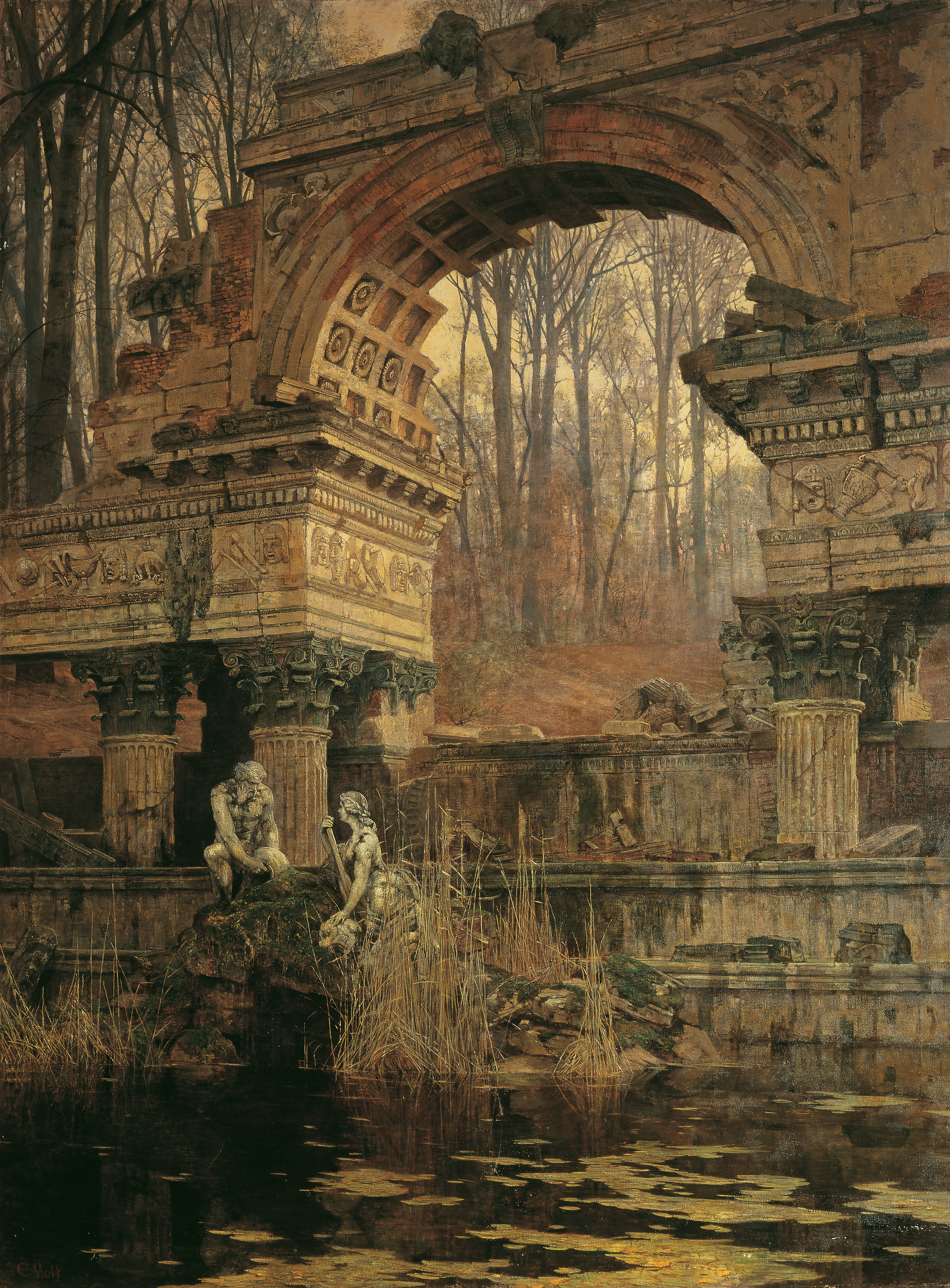
Les Ruines romaines de Schönbrunn, 1891, Vienne, palais du Belvédère[6].
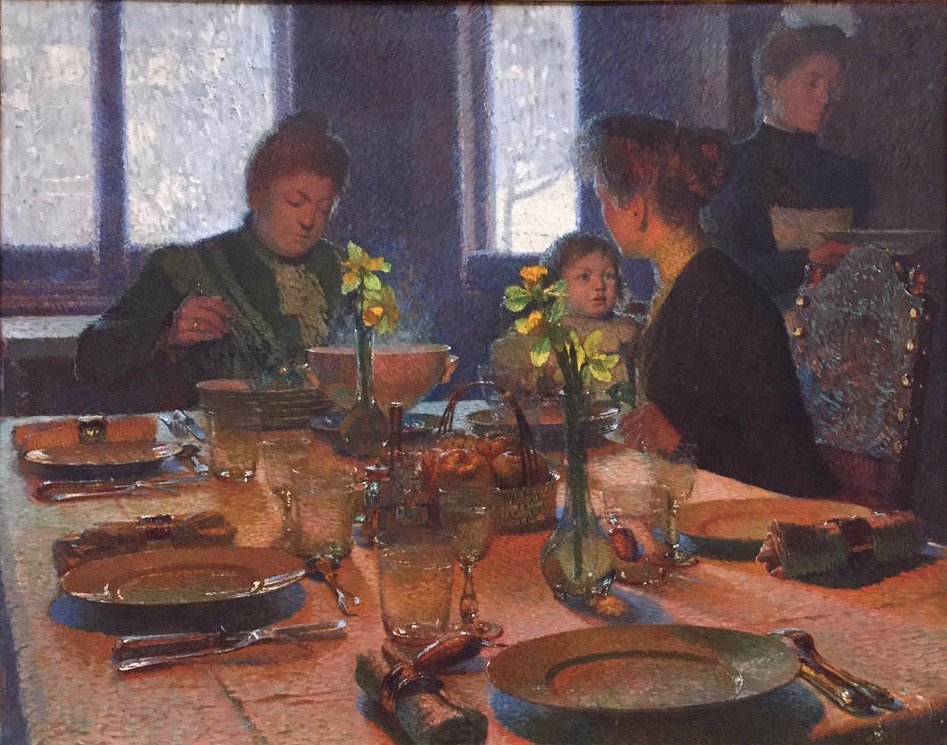
À la table du déjeuner, 1901, Ottawa, Musée des beaux-arts du Canada.
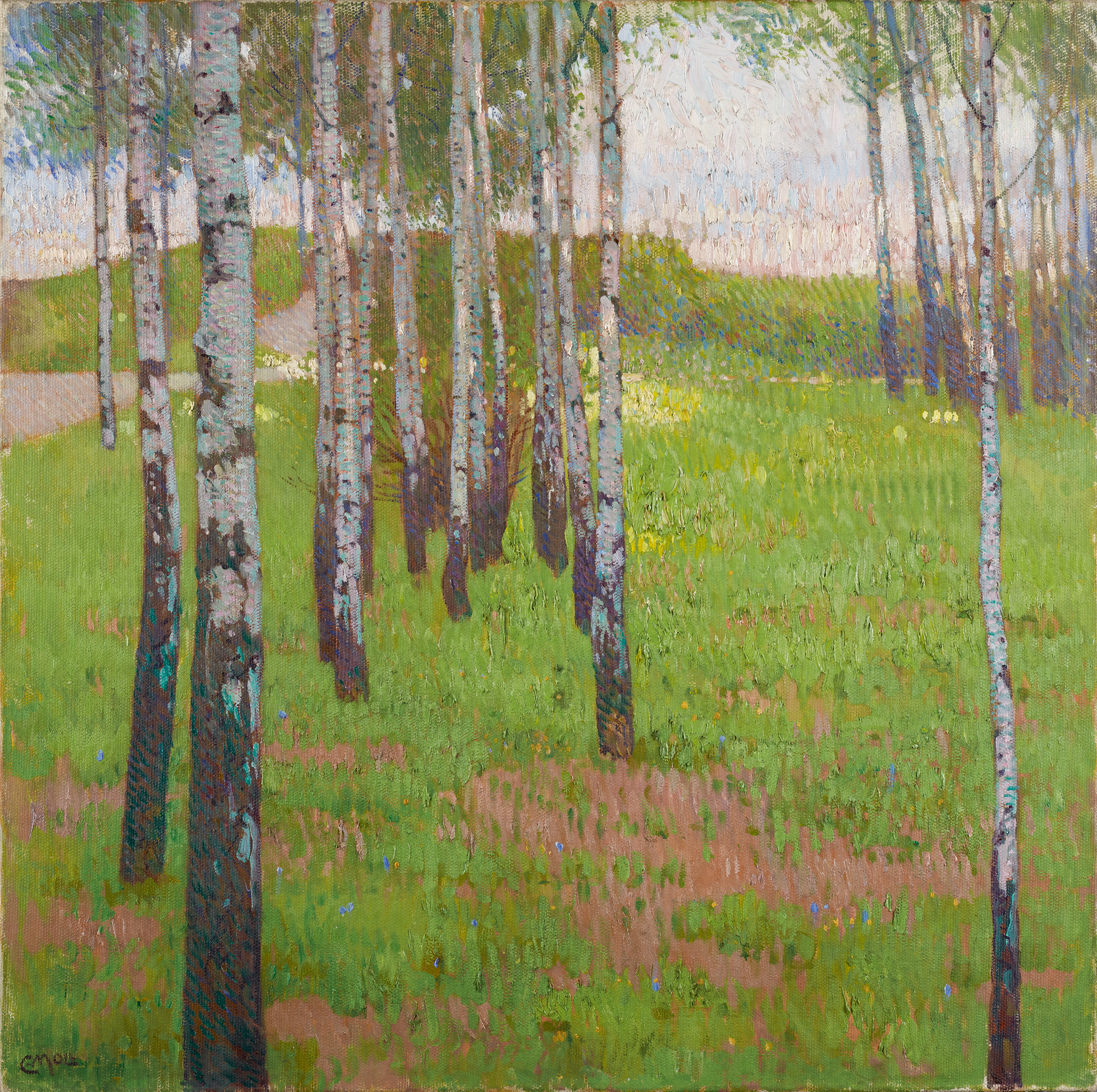
Bouleau dans la lumière du soir, vers 1902, Vienne, palais du Belvédère.
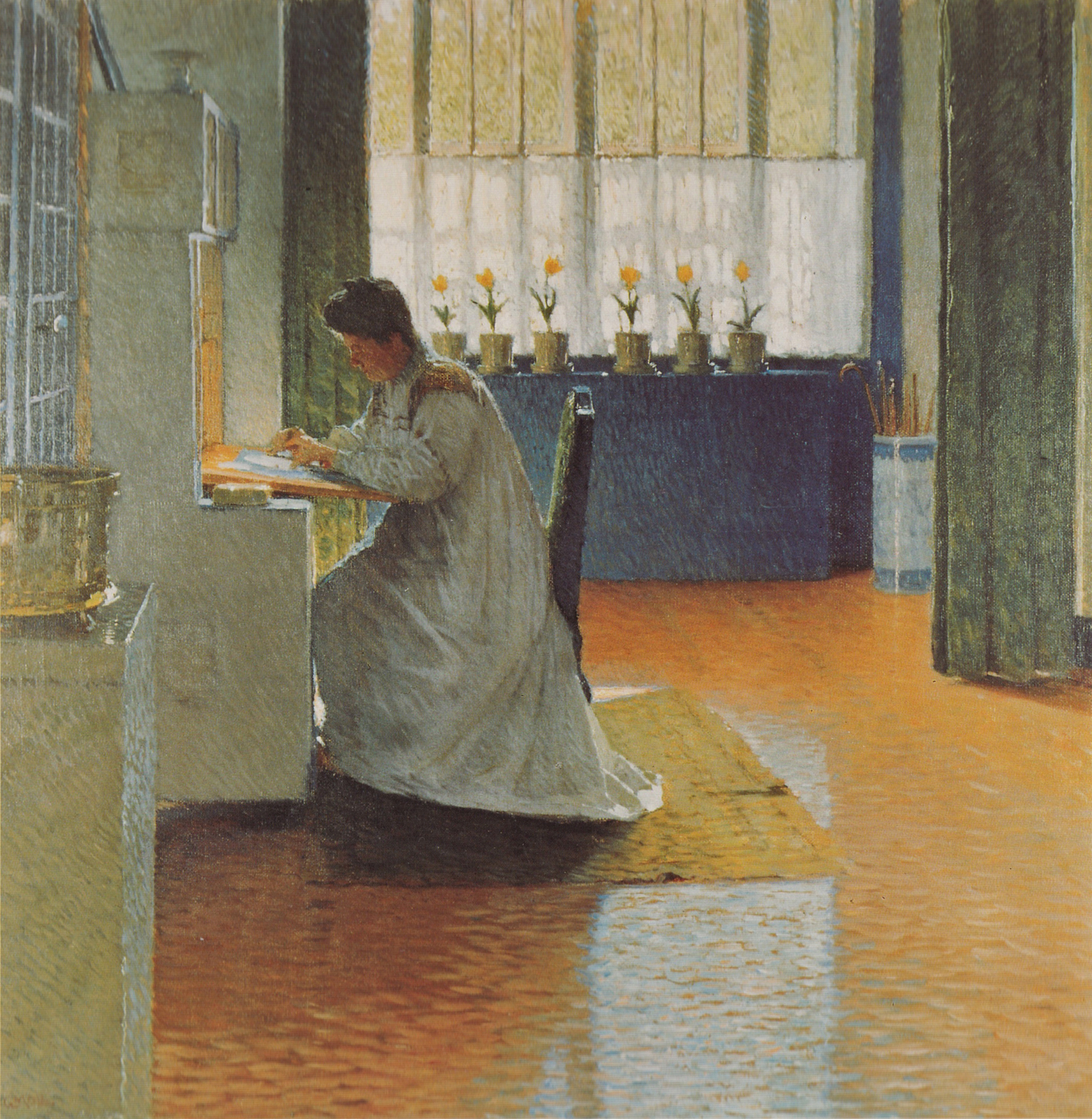
Mon salon (Anna Moll au secrétaire), 1903, musée de Vienne.